# Mohamed el saghir el Ifrini
Mohamed El Saghir El Ifrini, ou Wafrani, ou Eloufrâni, est un historien et savant marocain du XVIIe siècle, de 1669 à 1744.
Il a écrit plusieurs ouvrages dont Nozhet-el hādi bi akhbar moulouk el-Karn el-Hadi traduit par Octave Houdas sous le titre Histoire de la dynastie saadienne au Maroc : 1511-1670. C'est la source essentielle de l'histoire des Saadiens.
Il est né dans la région d'ifrane atlas saghir au sud d 'agadir et a vécu au Maroc; il a écrit sur l'histoire du Maroc au temps des Saadiens et sur l'histoire de quelques dynasties africaines,.

« L’ignorance de l’histoire nuit et la connaissance en est utile. Et c’est une erreur de la considérer, ainsi qu’on l’a fait, comme une science sans utilité et dont l’ignorance ne nuit pas. Considérez ce qui est arrivé à notre époque (vers 1698-99). »

— Eloufrani, cité par Ahmed En-Naciri Es-Slaoui, Kitab el-istiqça, trad. A. Graulle.

## Référence
1. ↑  Trad française : Histoire de la dynastie saadienne au Maroc : 1511-1670 [lire en ligne (page consultée le 10 février 2010)]
2. ↑  Bouazza Benachir Négritudes du Maroc et du Maghreb : servitude, cultures à possession et transthérapies.
3. ↑  Michel Abitbol, Tombouctou et les Arma de la conquête marocaine du Soudan nigérien en 1591 à l'hégémonie de l'empire peul du Macina en 1833